# سینیو
سینیو (به ایتالیایی: Sinio) یک کومونه در ایتالیا است که در استان کونیو واقع شده‌است.

## خصوصیات
سینیو ۸٫۵ کیلومترمربع مساحت و ۴۷۱ نفر جمعیت دارد و ۳۵۷ متر بالاتر از سطح دریا واقع شده‌است.